# Hugo Stinnes
Hugo Stinnes, né le 12 février 1870 à Mülheim an der Ruhr et mort le 10 avril 1924 à Berlin, est un industriel et un homme politique allemand.
Le groupe industriel, minier et manufacturier, qu'il mit sur pied à partir de 1893 et qui connut une pleine croissance pendant la Première Guerre mondiale, fut l'un des plus importants d'Allemagne. Au début de la république de Weimar, Stinnes comptait au nombre des personnalités les plus influentes du pays. Représentant des patrons allemands, il s'impliqua après la guerre dans une série de négociations avec les syndicats ouvriers (Accords Stinnes-Legien). Les énormes profits qu'il réalisa en empruntant systématiquement au cours de la période d'hyperinflation (1920-1923) des sommes colossales en reichsmarks, et en remboursant ces emprunts avec cette monnaie qui perdait en quelques semaines la quasi-totalité de sa valeur, l'ont fait passer à la postérité comme le « roi de l'inflation » (Inflationskönig).
Grâce à sa stratégie d'intégration verticale, il était parvenu, au faîte de son expansion, à rassembler 4 500 entreprises et 3 000 usines. Son empire industriel cependant s'effondra au cours de l'année qui suivit son décès. Les seules sociétés qui existent encore de nos jours sont Stinnes AG (rebaptisé DB Mobility Logistics (de)) et RWE, l'un des plus gros fournisseurs d'énergie allemands ainsi que l'armateur Hugo Stinnes Schiffahrt.
Il fut, au départ, le principal bailleur de fonds d'Abel Gance pour son vaste projet intitulé Napoléon.

## Famille
Stinnes était le fils cadet de Hermann Hugo Stinnes (de) (1842–1887) et d’Adeline Stinnes (1844–1925), née Coupienne. C'était une famille aisée d'entrepreneurs de Mülheim, qui avait fait sa prospérité dès le début du XIXe siècle dans le commerce et l'exploitation minière. Cette prospérité remontait au grand-père de Hugo Stinnes, Mathias Stinnes, qui s'était lancé en 1808 dans le transport fluvial de charbon et d'autres matières premières par le Rhin entre Cologne et Amsterdam. Dès 1839, la famille avait commencé à racheter des mines. Les activités commerciales de sa famille étaient regroupées au sein de la Sté Mathias Stinnes KG, et elle détenait la majorité des actions dans les mines Victoria Mathias, comte de Beust, Friedrich Ernestine, Carolus Magnus et Mathias Stinnes.
En 1895, Hugo Stinnes épousa Cläre Wagenknecht, qui devait lui donner sept enfants : Edmund (de) (1896-1980), Hugo-Hermann (de) (1897-1982), Clärenore (1901-1990), Othon (de) (1903-1983), Hilde (1904-1975), Ernst (1911-1986) et Else (1913-1997).

## Le chevalier d'industrie
Après un apprentissage au comptoir de commerce de Carl Spaeter (de) à Coblence et un stage dans la mine Zeche Wiesche de Mülheim, Stinnes étudia le génie minier et la chimie à l’École Royale des Mines de Berlin et prit en 1890 le poste de secrétaire délégué dans l’entreprise familiale Mathias Stinnes KG.

### Fondation deHugo Stinnes GmbH
Par suite de sa mésentente avec le gérant de la Mathias Stinnes KG, son cousin Gerhard Küchen, à qui il reprochait son dilettantisme et son goût prononcé pour l'alcool, à 23 ans Stinnes se mit à son compte avec l'appui financier de sa mère, qui vendit pour cela ses parts dans la compagnie Mathias Stinnes KG, et d'autres parents, pour créer une entreprise (rebaptisée en 1903 Hugo Stinnes GmbH) et, indépendamment des autres activités de sa famille, créa un groupe industriel international, qui dépassa bientôt par sa taille les autres affaires de la famille Stinnes. Il racheta d'abord à sa famille la mine Mathias Stinnes et les charbonnages Straßburger Kohlen-Aufbereitungsanstalt GmbH ; il conclut des marchés d'approvisionnement avec des clients de Souabe et de Suisse. Il élargit d'abord sa clientèle aux armateurs, mais bientôt Hugo Stinnes GmbH (de) ouvrit des filiales à travers toute l'Europe et Outre-Mer. Le commerce de la houille l'amena rapidement à diversifier l’import-export du fer et de l'acier, et élargit sa gamme aux sous-produits de l’industrie lourde. Il s'imposa ainsi comme un des premiers importateurs du bois de Russie et des Pays baltes, dont les mines allemandes avaient grand besoin, et du minerai de fer suédois.

### Intégration verticale de l'industrie lourde
Stinnes s'avéra un excellent stratège de l'Intégration verticale, que ce soit dans le commerce ou l'industrie lourde, et c'est ainsi qu'il devint un des premiers créateurs d'entreprise de Rhénanie et de la Ruhr, où il créa des usines plus grandes et plus efficaces grâce aux économies d'échelles réalisées. Au contraire des trusts d'inspiration anglo-saxonne (comme la Standard Oil Company), Stinnes recherchait d'emblée des synergies par concentration verticale des chaînes de production. Il s'associait souvent à August Thyssen et pour couvrir les énormes emprunts dont son groupe en pleine croissance était friand, il entretenait d'étroites relations avec plusieurs banquiers comme Waldemar Mueller (de) (Dresdner Bank), Carl Klönne (de) (Schaaffhausen et Deutsche Bank) et Bernhard Dernburg (Darmstädter Bank).
Hormis la compagnie Hugo Stinnes GmbH, ses principaux succès en tant qu'entrepreneur furent la création et la croissance de la Compagnie d'Électricité de Rhénanie-Westphalie (RWE), de la Compagnie des Mines de Mülheim (MBV) ainsi que l'essor des Forges et Mines Germano-luxembourgeoises (en abrégé DL, pour Deutsch-Luxemburg). Il était aussi l'un des principaux dirigeants de la Sté Minière Sarre-Moselle et de l'armateur HAPAG.
C'est surtout dans le secteur de l'énergie et des transports que Stinnes se montra un ennemi acharné des sociétés parapubliques : selon lui, des compagnies privées assurent une tarification plus efficace, permettent un service plus soutenu et sont finalement propices à l’intérêt national. Par là il fut le principal promoteur de l’électrification des régions ouest de l'Allemagne, des transports en commun dans l'ouest et le Sud, de la concentration de l'industrie lourde d'Europe, des débouchés internationaux pour le charbon allemand et des applications industrielles du gaz naturel en tant que source d'énergie.

#### L'Union Minière de Mülheim
Après la création du Cartel des Charbonnages de Rhénanie-Westphalie, en 1893, Stinnes prit conscience de la chance inouïe qui s'offrait à lui de développer par intégration verticale la production avec son propre canal, puisque le cartel pouvait maintenir prix et quotas de production artificiellement hauts : non seulement il allait pouvoir procéder au regroupement d’usines, à la modernisation et au développement du marché des produits dérivés, mais aussi profiter de la synergie de tous ses actifs. C'est ainsi qu'il se mit, pour la première fois, à recourir systématiquement à l'emprunt pour acheter de nouvelles concessions minières et les moderniser. En 1895, avec un emprunt auprès du Crédit d'Essen (Essener Credit-Anstalt), il racheta les mines Graf Beust et Carolus Magnus. Après s'être associé avec August Thyssen et le banquier Leo Hanau (de) de la Rheinische Bank, il racheta en 1897 la mine Wiesche. À la fin de l'année 1898, les trois associés avaient racheté toutes les petites exploitations de houille, vieillotes et peu rentables, autour de Mülheim-an-der-Ruhr, dont la Wiesche, pour en faire le groupe minier MBV (Mülheimer Bergwerk Verein), l'un des plus importants du pays. Stinnes en sera le président à vie.

#### Les Centrales électriques de Rhénanie-Westphalie (RWE)

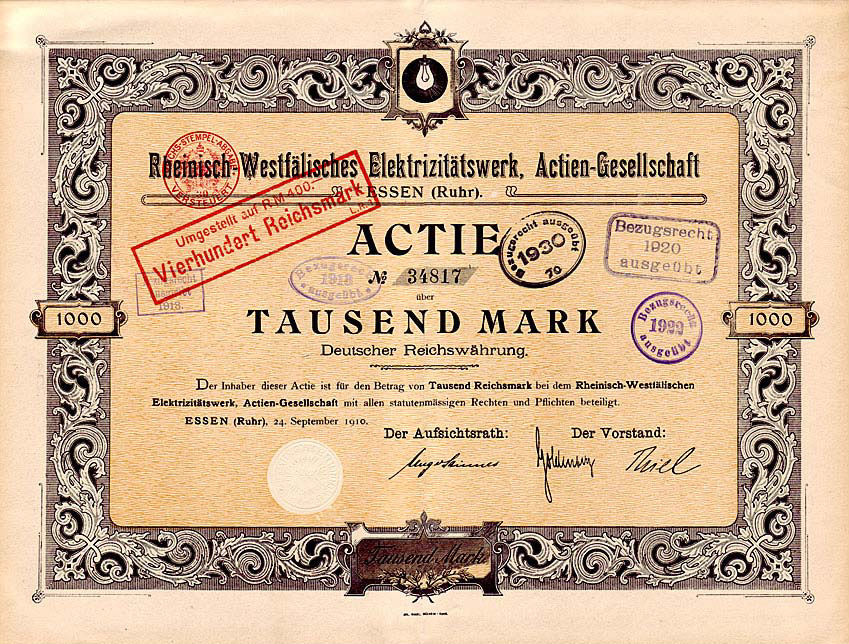
Action de la RWE de 1910 portant le paraphe de Stinnes, alors président du Conseil de surveillance.

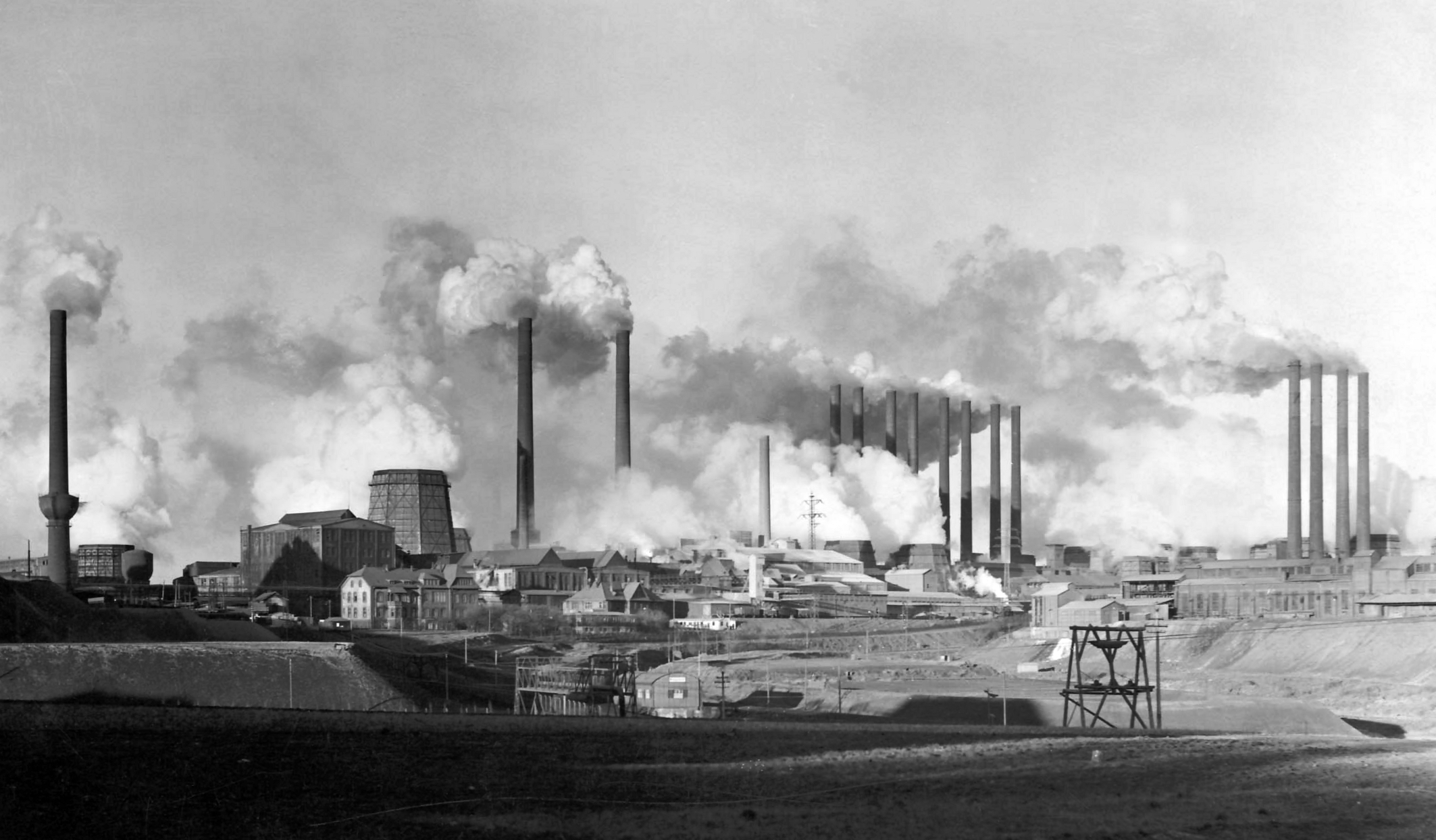
La centrale thermique RWE de Hürth fut la plus grande d'Europe jusque dans les années 1920.

La compagnie des Centrales électriques de Rhénanie-Westphalie, créée en 1898, avait construit sa première centrale thermique sur les terrains de la mine Victoria Mathias. Stinnes était déjà membre du Conseil de surveillance de la compagnie. En 1902, au cours de la première crise de l'énergie, Stinnes, associé à August Thyssen et à un consortium de banques regroupant la Deutsche Bank, la Dresdner Bank et le Comptoir d'Escompte, devint majoritaire au sein de la RWE, et de 1903 à sa mort, il fut désormais le président du Conseil de surveillance. À l'instigation de Stinnes et sous la direction de son homme de confiance, Bernhard Goldenberg (de), RWE entama une expansion agressive par la signature de contrats d’exclusivité pour la fourniture d'électricité avec les communes et les arrondissements de Rhénanie et de Westphalie, ainsi que par le rachat de sociétés de transports en commun et de compagnies ferroviaires régionales, comme Süddeutsche Eisenbahn-Gesellschaft AG (SEG), d’autoroutes et de routes secondaires en Franconie, en Bavière et dans le Wurtemberg. Cette concentration accéléra l'électrification de l’Allemagne. Afin de financer plus facilement la croissance et d'obtenir plus aisément les concessions et autorisations, RWE se mua provisoirement en société d'économie mixte, où les pouvoirs publics étaient représentés. Mais le monopole de Stinnes et de sa compagnie sur la fourniture d'électricité déchaînait de plus en plus les critiques, et c'est ainsi que ses concurrents, associés à plusieurs collectivités, répondirent par la création de Vereinigte Elektrizitätswerke Westfalen (VEW).

#### La Compagnie des Mines et Forges d'Allemagne et du Luxembourg
En 1901, Stinnes et son associé Bernhard Dernburg décidèrent de regrouper plusieurs mines déficitaires du Bassin de la Ruhr avec les forges de Differdange (au Luxembourg) pour former une nouvelle société minière de droit allemand, la Deutsch-Luxemburgische Bergwerks- und Hütten-AG („DL“ en abrégé). Dans ce cas, la stratégie de croissance systématique de Stinnes est encore plus exemplaire qu'avec RWE ou de MBV : bien qu'elle n'eût au départ qu'une très faible capitalisation, la DL connut une croissance explosive par acquisitions successives, soit pour s'assurer les marchés de fourniture ou pour se donner la capacité de fabriquer ses propres sous-produits. DL est un exemple d'utilisation ingénieuse du cartel Kohlensyndikat, à la fois pour les mines de fer (dont il concentra les moyens) et pour la sidérurgie (qu'il put approvisionner en coke au-dessous du tarif imposé par le Cartel) dans le temps que ses concurrents devaient se plier, eux, à ces tarifs. Une fois propriétaires des mines, les sidérurgistes du groupe DL purent réaliser de substantielles économies d'échelle. Les principales acquisitions du Konzern furent ensuite celles des mines Louise Tiefbau AG de Dortmund (1908), de Dortmunder Union (de) (1910), la compagnie de transport fluviale Sarre-Moselle naguère fondée par Stinnes et August Thyssen (1910-16) et enfin les chantiers navals Nordseewerke.
En 1920, le groupe fusionna avec Bochumer Verein et Mines de Gelsenkirchen-AG (GBAG) pour former le groupement d'intérêts Union Rhin-Elbe AG. La même année, Stinnes s'associa avec Siemens pour former le groupe Siemens-Rheinelbe-Schuckert-Union avec siège social à Düsseldorf.
De 1906 à sa mort, Stinnes fut président du directoire de Deutsch-Luxemburg.
Il fut aussi membre des directoires des sociétés WASAG (Explosifs d'Anhalt-Westphalie), de la Compagnie Sarre-Moselle (1900−1919), de Rheinische Bank (1902−1915) de la Cie des Mines de Gelsenkirchen (GBAG, 1904−1924), de Phönix (de) (1907-08), de Süddeutsche Eisenbahn-Gesellschaft (de) (SEG, 1909−1924), de l'Association de Bochum (de) (1920−1924), et de plusieurs mines de charbon de la Ruhr.

### La Grande guerre et l'expansion sous la république de Weimar
Tout au long de la Première Guerre mondiale, Stinnes, grâce à la diversité des munitions fabriquées par la Dortmunder Union, fut l'un des principaux fournisseurs de l'Armée allemande. En collaboration avec les autorités militaires telles le « département des matières premières » (Kriegsrohstoffabteilung), il multiplia la production de carburant et de métaux et développa l’industrie chimique et métallurgique, par exemple en créant les centrales électriques à lignite (Erftwerkes) et en passant des contrats de livraison de matières premières avec les puissances alliées, la Roumanie et la Turquie, mais aussi en profitant sans scrupules de la « germanisation » des mines de Belgique. Avec d'autres industriels allemands (Walther Rathenau et Carl Duisberg en particulier), il exigea du gouvernement impérial non seulement la confiscation des mines et des machines, mais aussi la mobilisation autoritaire d'une main d’œuvre locale. Cela conduisit à la déportation des dizaines de milliers de civils belges, qui furent détenus en Allemagne pour y travailler de force dans l'industrie et les mines.
D'un autre côté, dès le début des hostilités, l'industriel allemand avait perdu une part importante des actifs de Hugo Stinnes GmbH, à commencer par sa flotte de commerce ; puis le Traité de Versailles lui fit perdre les filiales qu'il avait développées dans les pays de la Triple-Entente et dans les territoires perdus par l'Allemagne, ce qui concernait essentiellement les mines de Lorraine du groupe Deutsch-Luxemburg. L'Occupation de la Ruhr acheva de le priver des ressources minières.
Mais malgré ces pertes financières, Stinnes contrôlait encore, au terme des troubles de la Révolution allemande, une part significative de l'économie de la république de Weimar, à la fois par ses propres sociétés et par ses différentes participations et prises d’intérêt, surtout dans Rhein-Elbe-Union. Stinnes se remit à emprunter, mais exclusivement en Reichsmarks, et investit cette fois dans l'industrie de transformation, notamment la Construction mécanique et l’automobile, le transport maritime, la pâte à papier et l’imprimerie. Il avait su magnifiquement tirer parti des nouvelles circonstances amenées par la guerre mondiale, à savoir la pénurie de matières premières dans tout l'Empire allemand, qui reléguait peu à peu l’industrie minière au profit de l'industrie manufacturière, et qui d'un autre côté, dans un contexte économique des plus instables, suscita un intérêt commun entre les fabricants des belligérants, sans cesse en quête des produits de première nécessité, et les fournisseurs de matières premières. Il écrivit lui-même en 1923 dans une lettre à Eberhard Gothein (de): « L'organisation verticale, dont on m'a fait l'enfant chéri, n'est qu'une réponse adaptée à notre époque : elle résulte d’une production insuffisante et de la pénurie de capitaux dans l'industrie. »
Au mois de juin 1923, après le rachat des usines A. Riebeck, Stinnes entreprit de faire, par intégration verticale, de Hugo Stinnes-Riebeck Montan- und Oelwerke AG le noyau dur d'un groupe pétrolier. Aux forages de la région de Halle (Saale) et de Weißenfels-Zeitz, ainsi qu'aux concessions pétrolières d'Argentine vinrent s'ajouter des participations majoritaires dans la SARL Concordia de Nachterstedt ainsi que 931 des 1000 actions de la Sté Messel du puits Messel. Le groupe grossit plus tard de l'acquisition de AG für Petroleumindustrie (Api) à Berlin, de la raffinerie Erdölwerke Dollbergen ainsi que des distilleries Oleawerke AG für Mineralöl-Industrie, qui deviendront Deutsche Gasolin (de).
À sa mort en 1924, Hugo Stinnes détenait 4 554 sociétés et plus de 3 000 centres de production. Bientôt, ses héritiers se montrèrent incapables de rembourser les emprunts des différentes sociétés et en 1925 ils durent déposer le bilan. Avec l'apport de capitaux américains, ils parvinrent l'année suivante à regrouper les actifs restants au sein de la compagnie commerciale Hugo Stinnes Corp. basée à Baltimore. En 1942, les participations de la famille Stinnes seront confisquées par le gouvernement américain comme avoirs de ressortissants d'une nation ennemie.

## L'homme politique

### Neutralité politique avant 1914
Jusqu’à la Première guerre mondiale, Stinnes resta politiquement sur la réserve et il était moins paternaliste que les autres industriels de la Ruhr. Les prises de position sociales et protectionnistes du Cartel des Charbonnages, qu'il avait mis sur pied, aussi bien que ses relations internationales et les filiales étrangères de Hugo Stinnes GmbH laissaient croire à un entrepreneur ouvert sur le monde, gardant ses distances avec l’aristocratie économique. Mais cela changea du tout au tout avec le déclenchement de la guerre et la volonté de revanche de Stinnes, dont le groupe Hugo Stinnes GmbH venait de perdre ses débouchés à l'étranger. Peu après l'entrée en guerre de son pays, Stinnes commença à fourbir des plans d'annexion, en particulier en Belgique, et ne cacha plus ses sympathies pour la Ligue pangermaniste animée par le directeur des usines Krupp, Alfred Hugenberg. Ce revirement est à mettre sur le compte d'un calcul coût-bénéfice, mais aussi de sa situation financière personnelle : s'il fallait faire la guerre jusqu'au bout, les victimes devaient en payer le prix. C'est ainsi qu'en 1915 il déclara au chancelier du Reich Theobald von Bethmann Hollweg: « Le peuple tout entier (...) est prêt à se sacrifier entièrement. Mais il attend que la récompense de la victoire corresponde au prix du sang versé et aux privations économiques endurées. Lors de l'armistice, il faudra absolument s'efforcer de compenser les prélèvements extraordinaires par des milliards d'intérêts et des confiscations qui assurent l'avenir de notre pays aussi bien militairement que politiquement et économiquement. »
À Ludwig Quidde il déclara : « Avant août 14 j'étais le partisan le plus zélé de la paix, je n'avais aucun désir annexioniste (...), mais je serais aujourd'hui un criminel insensé si je ne militais pas pour un élargissement de nos frontières à l'échelle des besoins de nos groupes économiques. »
En 1919, Stinnes apporta le soutien du cartel des Charbonnages au Parti de la patrie allemande, opposé aux négociations d'armistice.
La défaite militaire des spartakistes par les Corps Francs s'explique en partie par la mobilisation d'un fonds antibolcheviste, créé lors d'une rencontre avec d'autres patrons dans le Berlin révolutionnaire, d'un montant de 500 millions de Reichsmarks, et recapitalisé de 50 millions le 10 janvier 1919, et aux subventions accordées à la propagande antibolcheviste, en l'occurrence la presse nationaliste et les partis d'extrême-droite. Son homme de confiance Minoux aurait aussi subventionné le capitaine Waldemar Pabst, qui organisa l'exécution de Rosa Luxemburg et de Karl Liebknecht, les deux leaders spartakistes. Dès la fin de 1918, il avait versé env. 4 400 000 Reichsmarks pour le financement de l'« Union Économique pour la Régénération Morale des Forces de Reconstruction », lancée à l'initiative du groupe de presse Hugenberg, qui devait assurer le succès de la propagande nationaliste, et qui plus tard devint l'organe de propagande du NSDAP de Hitler.
Après la Première guerre mondiale, Stinnes demeurait un partisan convaincu du Drang nach Osten. Ainsi, le chef du « département Europe de l'Ouest » du département d’État notait-il dans ses carnets, le 19 novembre 1922, après une entrevue avec Stinnes :
« Stinnes voit loin. Il aperçoit combien la route vers l'Est s'ouvre de nouveau, avec la disparition de la Pologne, la relégation de l’économie allemande par la Russie et l'Italie. Ses projets sont tournés vers la paix et la Reconstruction. »

### Ascension politique après les troubles de Novembre

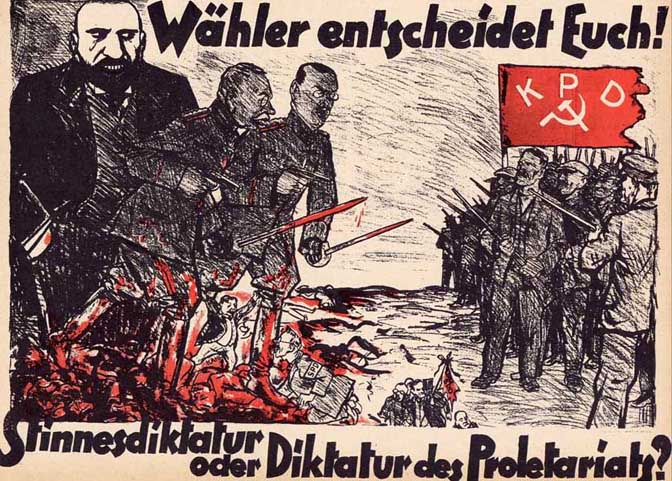
Affiche de campagne du parti communiste à l'occasion des élections législatives de 1920.

L'ascension politique de Stinnes au rang de figure politique majeure intervient entre la désintégration de l'Empire allemand et la genèse de la république de Weimar. Figure-clef de l’économie et du maintien de l'ordre civil dans un pays marqué par la démobilisation, il participa sur un pied d'égalité avec les mouvements ouvriers aux négociations qui suivirent la Révolution allemande, notamment en tant que membre de la Commission centrale du Travail (de). En tant que porte-parole des employeurs il fut le principal promoteur des accords Stinnes-Legien (de) (1918). Pour éviter de nouvelles nationalisations, il s'agissait de reconnaître les syndicats et d'introduire en Allemagne la journée de huit heures. Stinnes défendit aussi les intérêts allemands lors de la conférence de Spa, lors des accords sur les dommages de guerre en tant que membre du Présidium de la Fédération nationale des industries allemandes. Au cours de l’occupation de la Ruhr par l’armée française (1923-24), il fut l'un des négociateurs au nom des industriels de la Ruhr (Accords MICUM). Stinnes, depuis le début des années 1920, s'était imposé comme le porte-parole de l'industrie lourde allemande. La revue Time-Magazine le désignait en 1923 comme le nouvel empereur d’Allemagne.

### Stinnes député du Reich
D'abord, de 1920 à 1924, le trust de l'industriel investit dans les médias. Hugo Stinnes acquiert ainsi la Deutsche Allgemeine Zeitung (DAZ), prestigieux quotidien, et la rédaction est dirigée de 1922 à 1925 par Paul Lensch.
En 1920, Stinnes adhéra au Parti populaire allemand national-libéral et, comme son associé Albert Vögler, fut élu député au Reichstag de la république de Weimar. Au sein du DVP, Stinnes, par ses multiples contacts avec les députés du camp national-conservateur et les principaux leaders du DNVP, était situé à l'aile droite. Pour ses adversaires au sein du parti, tels Gustav Stresemann, Stinnes hypothéquait non seulement toute prise de position politique claire, mais aussi toute tactique, car il ne permettait aucune coalition politique durable. Les idées politiques de Stinnes étaient entièrement dictées par ses intérêts financiers personnels et ceux du pays. Aussi prenait-il souvent position pour une politique réaliste, pragmatique, notamment sur la question des conditions de travail, et même parfois ses vues étaient jugées extrémistes, comme dans son refus obstiné de verser les réparations de guerre et ses motions en faveur du refinancement du budget.
Cette attitude contradictoire se reflète aussi dans ses relations avec les hommes politiques quelle que soit leur couleur. C'est ainsi qu'il s'opposa au Putsch de Kapp, qu'il considérait comme « impardonnable » et qu'il qualifia d’entreprise corruptrice, mais ne le critiqua pas en public et offrit même à Wolfgang Kapp de trouver refuge dans sa maison de campagne suédoise d’Åsa (Kungsbacka). Stinnes fut également un admirateur d'Erich Ludendorff. Les navires de ses arsenaux portaient aussi bien les noms de Ludendorff et de Hindenburg, que du dirigeant syndical Carl Legien. S'il est vrai que l'expertise économique de Stinnes était sollicitée par tous les gouvernements de la période, et qu'on lui proposa plusieurs fois un portefeuille, son opposition forcenée à l’Erfüllungspolitik (ne déclara-t-il pas lui-même qu'il aurait « été à fond pour l’Erfüllungspolitik, si ç'avait été dans les strictes limites de ce qui est raisonnablement supportable pour les économies du peuple »), la priorité qu'il donnait aux considérations économiques sur toutes les autres, sa diplomatie informelle avec les hommes politiques français, britanniques et russes, lui aliénèrent les plus hauts postes.

### Son image publique
Stinnes, comme son concurrent industriel et politique Walther Rathenau, qu'il admirait beaucoup, devint finalement la bête noire des extrémistes de droite comme de gauche : leur antisémitisme et leur populisme n'étaient pas compatibles avec l'économie politique de Stinnes. Aux yeux des communistes et des socialistes de l'époque, Stinnes, par son implication dans les coulisses politico-financières, ainsi que par la « stinnisation » (Verstinnesierung) et la verticalisation sociale des entreprises de son groupe en perpétuelle expansion malgré les pires crises, incarnait l'image du capitaliste honni, qui reste la sienne aujourd'hui (cf. par ex. la caricature de George Grosz dans les liens externes).
Aux yeux de l'opinion publique, c’était un homme parcimonieux, vêtu sans affectation, impénétrable mais au fond assoiffé de puissance. Les syndicats comme les hommes politiques conservateurs signalaient que ses vues politiques étaient entièrement empreintes du souci économique ; ils lui prêtaient des activités de nature complotistes et un opportunisme foncier.
Le rachat par Stinnes en mai 1920 du Deutsche Allgemeine Zeitung, proche des sphères gouvernementales, renforça cette sombre image. Le journal satirique Ulk du Berliner Tageblatt publia ce mois-là en page de titre une caricature de Stinnes en capitaliste avec haut-de-forme et cigare, avec le sous titre „Stinnes rachète tout“ ; on voyait en arrière-plan des hôtels, des navires, l'imprimerie d'un journal, des usines et des hommes politiques, des bulletins de vote et une urne.

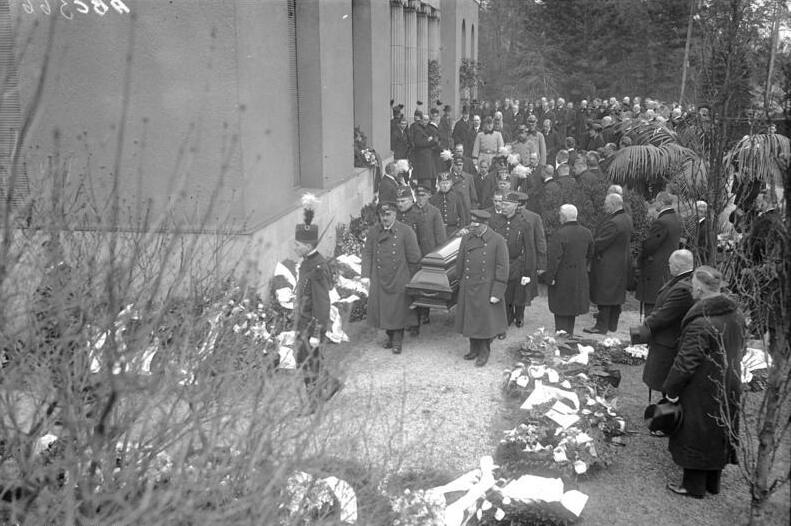
Obsèques de Stinnes.

Le New York Times écrivit à propos de Stinnes (1921) :
Certains disent qu'il possède tout en Allemagne. D'autres le qualifient de capitaliste sans scrupules, prêt à faire de l'Allemagne un trust gigantesque. D'autres enfin voient en lui un pionnier du socialisme, dont l'action prépare la collectivisation de l’État allemand.
Quant au magazine Time, il portait sur lui le jugement suivant (1923) :
« Son but est le contrôle de la sidérurgie européenne et, comme tous les personnages mystérieux qui évoluent dans le no-man's-land de la politique internationale, il s'efforce de se trouver toujours du côté du gagnant quel qu'il soit. »
Souffrant depuis des années de lithiase, Stinnes fut opéré trois fois sans succès au cours du mois précédant sa disparition. Il s'éteignit au matin du 10 avril 1924 à 8h20.

## Voir également
- Tentatives de paix pendant la Première Guerre mondiale

### Dans la littérature
Heinrich Mann critique Stinnes dans son roman Kobes (1925).
Cité  dans le Cheval blanc d'Elsa Triolet. Il est qualifié dans l'annotation de bas de page de l'édition Folio de "Dictateur industriel de l'Allemagne" et de "spéculateur effréné sur l'inflation". Dans le cœur de l'ouvrage lui-même, il est évoqué comme le Marquis de Carabas, un tyran assyrien à la barbe noire, au visage pâle.
Stefan Zweig le mentionne dans le chapitre intitulé "De nouveau par le monde" du Monde d'hier. Il est présenté comme la personne qui profite le plus de la crise monétaire que connaît l'Allemagne lors de l'entre-deux guerres. Il est "l'homme aux gains fabuleux" qui "achetait tout ce qui pouvait s'acheter" tout en étant considéré comme "un génie" par la foule "qui dans ce pays s'enivre toujours d'un succès visible".